# 평동교회
평동교회(平洞敎會, Pyeongdong Methodist Church)는 서울 종로구 평동 및 교남동 지역에서 1952년부터 계속되어 온 대한민국의 감리교회다.

## 역사
1952년 5월 1일에 설립되어 유산성 목사를 모시고 감리교 신학교강당에서 예배를 드렸던 서대문교회를 연원으로 하며, 1954년에 종로구 평동에서 첫 예배당을 마련하면서 그 이름을 평동교회로 한 것이 지금까지 내려왔다. 1954년부터 평동에 50년 넘게 예배당을 두었으나 돈의문 재정비촉진지구 재개발사업으로 인해 교남동으로 예배당 건물을 옮겼다. 2011년에는 교남동과 일대일 자매결연을 맺었다. 2016년에 교남동에 예배당 건물을 신축하며 친환경 설계에 노력한 공로를 인정 받아 2020년 한국기독교교회협의회로부터 올해의 녹색교회로 선정되었다.

### 내용주
1. ↑  첫 예배당은 1954년 평동에 지어졌고, 현재의 예배당은 돈의문 재정비촉진지구 내 재개발사업을 거쳐 2016년 완공된 것이다.

### 참조주
1. ↑  “기독교대한감리회 역사정보자료실”. 《his.kmc.or.kr》. 기독교대한감리회. 2023년 5월 13일에 확인함.
2. ↑  “교회발자취”. 《www.pdchurch.net》. 평동교회. 2016년. 2023년 5월 10일에 확인함.
3. ↑  유, 현우 (2009년 3월 18일). “57년 동안 한자리 "평동교회는 존치를 원합니다"”. 《뉴스캔》 (서울 마포구 마포대로4다길 18: 뉴스캔). 2023년 5월 10일에 확인함.
4. ↑  임, 현우 (2011년 1월 26일). “"18개동 소외이웃 후원 기업 금세 채웠죠"”. 《한국경제》 (서울 중구 청파로 463: 한국경제신문사). 2023년 5월 13일에 확인함.
5. ↑  양, 민경 (2020년 5월 7일). “"기후위기 비상사태… 교회는 작은 생명 하나까지 돌봐야 한다"”. 《국민일보》 (서울 영등포구 여의공원로 101: 국민일보). 2023년 5월 13일에 확인함.